# 마츠모토 타마키
마츠모토 타마키(松元環季, 1999년 2월 7일 ~)은 일본의 배우겸 가수이다. 소속사는 AT 프로덕션이다.
2002년 연극 《테루테루보즈의 테루코상》으로 데뷔했다.

## 출연

### 앨범
- 2010년 《Small Nature》

### 영화
- 2008년 《갓파쿠와 여름방학을》
- 2008년 《극장판 도라에몽 : 진구의 마계 대모험 7인의 마법사》
- 2008년 《20세기 소년》
- 2008년 《가면라이더 : 덴오와 키바》
- 2009년 《20세기 소년 - 제2장 마지막 희망》
- 2009년 《초 가면라이더 덴오와 디케이드》
- 2010년 《케로로 더무비 : 기적의 4차원섬》
- 2010년 《가면라이더x3 더 무비 초전왕 트릴로지 - 에피소드 레드》
- 2010년 《우주쇼에 어서오세요》
- 2011년 《잃어버린 마법의 섬 : 홋타라케》